# Championnats de Géorgie de cyclisme sur route
Les championnats de Géorgie de cyclisme sur route ont été créés en 2010[réf. nécessaire].

## Hommes

### Podiums de la course en ligne
| Année | Vainqueur             | Deuxième             | Troisième            |
| ----- | --------------------- | -------------------- | -------------------- |
| 2010  | Giorgi Nadiradze      | Nador Katsadze       | Nodar Kvavadze       |
| 2011  | Giorgi Nadiradze      | Besik Gavasheli (en) | Georgi Sidiani       |
| 2012, | Giorgi Nadiradze      | Irakli Bablidze      | Giorgi Nareklishvili |
| 2013  | Giorgi Nareklishvili  | Giorgi Nadiradze     | Viktor Erokhin       |
| 2014  | Giorgi Nareklishvili  | Dimitri Khosiauri    | Giorgi Suvadzoglu    |
| 2015  | Giorgi Nareklishvili  | Giorgi Suvadzoglu    | Besik Gavasheli (en) |
| 2016  | Giorgi Nareklishvili  | Beka Nareklishvili   | Giorgi Suvadzoglu    |
| 2017  | Giorgi Nareklishvili  | Sulkhan Akhmaevi     | Giorgi Suvadzoglu    |
| 2018  | Avtandil Piranishvili | Tornike Khabazi      | Tamaz Tsereteli      |
| 2019  | Tornike Khabazi       | Giorgi Suvadzoglu    | Sulkhan Akhmaevi     |
| 2020  | Pas organisé          | Pas organisé         | Pas organisé         |
| 2021  | Nika Sitchinava       | Giorgi Suvadzoglu    | Giorgi Kochakidze    |
| 2022  | Giorgi Khorguani      | Nika Sitchinava      | Valeri Mamulashvili  |
| 2023  | Giorgi Suvadzoglu     | Valeri Mamulashvili  | Nika Sitchinava      |
| 2024  | Avtandil Piranishvili | Giorgi Khorguani     | Giorgi Suvadzoglu    |

Multi-titrés
- 5 : Giorgi Nareklishvili
- 3 : Giorgi Nadiradze

### Podiums du contre-la-montre
| Année | Vainqueur             | Deuxième             | Troisième            |
| ----- | --------------------- | -------------------- | -------------------- |
| 2011  | Giorgi Nadiradze      | Besik Gavasheli (en) | Achiko Makharashvili |
| 2012  | Giorgi Nadiradze      | Giorgi Nareklishvili | David Chokheli       |
| 2013  | Besik Gavasheli (en)  | Giorgi Nareklishvili | Giorgi Nadiradze     |
| 2014  | Besik Gavasheli (en)  | Giorgi Nareklishvili | Viktor Erokhin       |
| 2015  | Giorgi Nareklishvili  | Besik Gavasheli (en) | Beka Nareklishvili   |
| 2016  | Beka Nareklishvili    | Giorgi Nareklishvili | Luka Vekua           |
| 2017  | Beka Nareklishvili    | Giorgi Nareklishvili | Sulkhan Akhmaevi     |
| 2018  | Tamaz Tsereteli       | Sulkhan Akhmaevi     | Giorgi Suvadzoglu    |
| 2019  | Tornike Khabazi       | Tengiz Barbakadze    | Sulkhan Akhmaevi     |
| 2020  | Pas organisé          | Pas organisé         | Pas organisé         |
| 2021  | Nika Sitchinava       | Valeri Mamulashvili  | Giorgi Suvadzoglu    |
| 2022  | Giorgi Khorguani      | Nika Sitchinava      | Valeri Mamulashvili  |
| 2023  | Avtandil Piranishvili | Giorgi Khorguani     | Giorgi Suvadzoglu    |
| 2024  | Avtandil Piranishvili | Valeri Mamulashvili  | Giorgi Khorguani     |

Multi-titrés
- 2 : Giorgi Nadiradze, Besik Gavasheli (en), Beka Nareklishvili, Avtandil Piranishvili

## Juniors Hommes
| Année | Vainqueur             | Deuxième              | Troisième            |
| ----- | --------------------- | --------------------- | -------------------- |
| 2016  | Lasha Amiridze        | Vano Kvakhadze        | Tamaz Tsereteli      |
| 2017  | Tamaz Tsereteli       | Tengiz Barbakaze      | Lasha Amiridze       |
| 2018  | Avtandil Piranishvili | Tornike Khabazi       | Tengiz Barbakaze     |
| 2019  | Saba Rostiashvili     | Avtandil Piranishvili | Valeri Mamulashvili  |
| 2020  | Pas organisé          | Pas organisé          | Pas organisé         |
| 2021  | Giorgi Khorguani      | Guga Udzilauri        | Giorgi Kvabelashvili |
| 2023  | Nika Piranishvili     | Nikoloz Tsirekidze    | Giorgi Tarielashvili |
| 2024  | Nikoloz Tsirekidze    | Giorgi Tarielashvili  | Nika Piranishvili    |

| Année | Vainqueur             | Deuxième           | Troisième            |
| ----- | --------------------- | ------------------ | -------------------- |
| 2016  | Vano Kvakhadze        | Lasha Amiridze     | Tamaz Tsereteli      |
| 2017  | Vano Kvakhadze        | Tornike Agladze    | Lasha Amiridze       |
| 2018  | Avtandil Piranishvili | Tornike Khabazi    | Tengiz Barbakaze     |
| 2019  | Avtandil Piranishvili | Nika Sitchinava    | Valeri Mamulashvili  |
| 2020  | Pas organisé          | Pas organisé       | Pas organisé         |
| 2021  | Giorgi Khorguani      | Guga Udzilauri     | Giorgi Kvabelashvili |
| 2023  | Nika Piranishvili     | Nikoloz Tsirekidze | Giorgi Tarielashvili |
| 2024  | Nikoloz Tsirekidze    | Nika Piranishvili  | Giorgi Tarielashvili |